# إليزابيث بيساني
إليزابيث بيساني (بالإنجليزية: Elizabeth Pisani)‏ من مواليد 1964 وهي مديرة Ternyata، وهي شركة استشارات للصحة العامة في لندن، المملكة المتحدة. كانت اليزابيث صحفية وأخصائية في علم الأوبئة اشتهرت بعملها في مجال فيروس نقص المناعة البشرية «الإيدز»، وقد كتبت إليزابيث بعض الأشياء المثيرة للجدل منها «حكمة العاهرات»، البيروقراطية، بيوت الدعارة وأعمال الإيدز. كما شاركت في تيد TED للنقاش حول «الجنس والمخدرات وفيروس نقص المناعة البشرية».

## تعليمها
ولدت إليزابيث بيساني في الولايات المتحدة وتلقت تعليمها في العديد من البلدان الأوروبية. وهي تتقن الفرنسية والإسبانية، وتعلمت الصينية والإندونيسية. تخرجت من جامعة أوكسفورد بدرجة ماجستير في اللغة الصينية الكلاسيكية عام 1986. كما عملت كصحفية لسنوات عديدة وحصلت على درجة الماجستير في الطب الديموغرافي، وبعد ذلك حصلت على درجة الدكتوراه في علم الأوبئة والأمراض المعدية في مدرسة لندن لحفظ الصحة وطب المناطق الحارة.

## عملها
بعد حصولها على الدرجة الأولى، انضمت بيساني إلى رويترز كمراسلة أجنبية، كانت تعمل في هونغ كونغ والهند وإندونيسيا وكذلك عملت لـ ذي إيكونوميست و Asia Times وجاكرتا، هانوي، بنوم بنه، إقليم بروكسل العاصمة ونيروبي. خلال أوقاتها كصحافية غطت إليزابيث الأحداث السياسية الرئيسية مثل مظاهرات ساحة تيان آن من والحرب الأهلية في آتشيه، إندونيسيا، بالإضافة إلى مجموعة واسعة من قصص الأعمال.
كأخصائية في علم الأوبئة أجرت أبحاثًا وعملت كمستشارة لوزارات الصحة في الصين، إندونيسيا، تيمور الشرقية والفلبين، ولمؤسسات مثل برنامج الأمم المتحدة المشترك لفيروس نقص المناعة البشرية/الإيدز، ومراكز مكافحة الأمراض واتقائها والبنك الدولي ومنظمة الصحة العالمية. وقد ركزت معظم أعمالها على فيروس العوز المناعي البشري، والأمراض المنقولة بالاتصال الجنسي وسلوك الإنسان الجنسي واستعمال العقاقير الاستجمامي، وعلى بناء نظم مراقبة الأمراض القوية عملت إليزابيث مع مؤسسة صندوق ويلكم وممولين رئيسيين آخرين لبحوث الصحة العامة من أجل زيادة تبادل البيانات بين العلماء حتى يمكن زيادة المعرفة من خلال البحث الميداني الباهظ.
كتبت بيساني مجموعة واسعة من الأوراق البحثية والتقارير المؤسسية عن فيروس نقص المناعة البشرية والإيدز، بما في ذلك أول طبعتين من التقرير العالمي عن فترة السنتين بشأن الإيدز لبرنامج الأمم المتحدة المعني بالإيدز، وكتيبات تقنية عن مراقبة الأمراض. وفي عام 2008، نشرت «حكمة العاهرات»، التي تقول إن جزءًا كبيرًا من التمويل المكرس لفيروس نقص المناعة البشرية والإيدز يضيع على البرمجة الغير فعالة، ونتيجة للعلم وسياسة الصحة العامة الجيدة التي تتفوق عليها السياسة والإيديولوجية. تم إدراجها لفترة طويلة في جائزة صمويل جونسون للقصص الخيالية في عام 2009. وفي العام التالي، قدمت محاضرة في برنامج تيد TED حيث قالت: إن النموذج الصحي الذي يدعم العديد من حملات الصحة العامة غير عقلاني تمامًا من وجهة نظر أولئك الذين يستهدفونهم.
في أواخر عام 2011، تفرغت إليزابيث من عملها اليومي لاستكشاف إندونيسيا، حيث عملت في مجال علم الأوبئة وداعية للصحة العامة. قامت بتدوين رحلاتها في بورتريت إندونيسيا من أواخر 2011-2013. وفي نهاية عام 2013، نقلت مدونتها إلى موقع جديد.
أثناء عملها في إندونيسيا، قامت بيساني بتجديد اهتمامها الدائم بالعلوم السياسية. وقد ساهمت بمقالات في السياسة الإندونيسية في مجلة الشؤون الخارجية، وصحيفة نيويورك تايمز ونيكي آسيا ريفيو وغيرها. وفي حلقات دراسية من عام 2014 بدأت في استكشاف استخدام أدوات علم الأوبئة للنظر في الأمراض السياسية ولا سيما الفساد والصراع.

## فيروس نقص المناعة البشرية والإيدز
ناقشت بيساني عرضًا تم تقديمه في مؤتمر QED في جمعية ميرسيسايد شكيدكس 2014 مع إرون سيغيف عن الإيدز وفيروس نقص المناعة البشرية وكيف أن الناس ليسوا خائفين من فيروس نقص المناعة البشرية وليسوا قلقين بشأن تقاسم وضعهم مع شركائهم. كما ناقشوا التكلفة الخاصة لفيروس نقص المناعة البشرية وهي ليست عالية ولكن التكلفة العامة كبيرة بسبب تكاليف الأدوية التي يدفعها التأمين. وبالتالى عدم قلق الناس يخلق مشكلة حول تجنب فيروس نقص المناعة البشرية. شرحت بيساني بالتفصيل عن فيروس نقص المناعة البشرية وهو فيروس يهاجم جهاز المناعة بالجسم ويعطل عمله ويؤدي إلى الإيدز، مما يجعل الإنسان ضعيفاً وبدون أي قوة دفاعية ضد أي مرض، لأنه فقد حماية جهاز مناعة جسمه له، وهنا يتعرض للإصابة بأنواع كثيرة وخطيرة، من الأمراض والسرطانات التي تسمى الأمراض الانتهازية، لأنها انتهزت فرصة عدم قدرة جسم الإنسان عن الدفاع عن نفسه فهاجمته. اختتمت المقابلة بمناقشة كيف يقلل الختان من احتمال الإصابة بفيروس نقص المناعة البشرية بنسبة 60٪ في المجموعات المغايرة للجنس.

## الوقاية من الإيدز
كانت بيساني من المناصرين الذين يدافعون عن نهج الحد من الضرر للتصدي لفيروس نقص المناعة البشرية / الإيدز، ودعم برامج تبادل الإبر، وتوفير العازل الذكري على نطاق واسع، وتقديم المعونة إلى البلدان التي لديها سياسات للبغاء القانوني. وقد حددت هذه الآراء في كتابها والمقالات اللاحقة والمقابلات وحديثها مع تيد TED لعام 2010. وانتقدت بشدة القواعد التي فرضها سفير الوكالة الأمريكية للتنمية الدولية، راندال توبياس، على وجه الخصوص، تلك التي تمنع المستفيدين من المعونة من قبول الدعارة أو التسامح معها أو إضفاء الشرعية عليها، أو التذرع بأي شيء سوى الامتناع عن ممارسة الجنس، معتبرة أن منظمات المومسات فعالة في تعليم الأشخاص الأكثر عرضة للخطر، وأنه تم إثبات التثقيف الجنسي للامتناع فقط في الدراسات العلمية الصارمة. بالإضافة إلى ذلك، انتقدت حظر الكنيسة الرومانية الكاثوليكية لاستخدام الواقي الذكري كوسيلة لمنع انتشار فيروس نقص المناعة البشرية. في مقابلة مع صحيفة الجارديان، قالت: "لا أعتقد أن ممارسة الجنس مع 16 شخصًا في عطلة نهاية الأسبوع دون استخدام الواقي الذكري شئ جيد. التفكير في ذلك فقط يعطي احتمالا كبير بأنك ستصاب بالعدوى. هذا هو السبب والنتيجة، وأعتقد أنه إذا كان بوسعنا أن نمنع مرضاً قاتلاً، فيجب علينا الوقاية من ذلك المرض، لا أن نصاب به ثم نفكر في كيفية للعلاج. وفي مقال لصحيفة الجارديان في العام التالي، سألت:" لا يمكننا أن نمد تعاطفنا مع أولئك الذين لم يصابوا بعد، وأن نوفر لهم كل المعلومات ووسواء كان البابا يحبها أم لا، فإن تلك الأدوات لابد أن تتضمن الواقي الذكري". وفي حديثها مع تيد TED وصفت هذه التصرفات بأنها "غير عقلانية بشكل واضح" بالإضافة إلى ذلك، أوضحت موقفها من تبادل الإبر، مستشهدة بالعديد من الدراسات التي دعمت فعاليتها، ولاحظت أن مارغريت ثاتشر كانت أول شخصية عامة رئيسية تقدم الدعم لذلك. واختتمت حديثها بأن أي شخص يشاهد ذلك الحديث على شبكة الإنترنت "عليه واجب مطالبة السياسيين بأن نضع سياسة قائمة على أدلة علمية وعلى المنطق السليم للحد من ذلك الفيروس".

## رؤيتها الدينية
في كتابها «حكمة العاهرات»، كتبت بيساني «ما زلت أذهب إلى الكنيسة بين الحين والآخر. لكني غير قادرة على فهم المعتقدات الدينية أو الأيديولوجيات الدينية التي تقف في طريق إنقاذ المئات من آلاف الأرواح».

## وصلات خارجية
- Teyata Ltd. Public Health Consultancy. Elizabeth Pisani, Director
- Wisdom of Whores Elizabeth Pisani's blog on AIDS, sexuality, health policy and much else
- Portrait Indonesia Elizabeth Pisani's blog on her travels in Indonesia. Late 2011-2013.
- Indonesia, Etc. The new site for Elizabeth Pisani's blog on Indonesia issues, as of 2014.
- Elizabeth Pisani's presentation at the TED 2010 conference: "Sex, drugs, and HIV – Let's Get Rational"